# Mitarbeiter des Opus Dei
Die Mitarbeiter des Opus Dei (auf Latein: Cooperatores Operis Dei) bilden eine mit dem Opus Dei assoziierte Vereinigung. Das Opus Dei ist eine Personalprälatur der römisch-katholischen Kirche. Der kirchenrechtliche Status der Mitarbeiter wurde 1982 in einem Artikel der von Papst Johannes Paul II. erlassenen Statuten (Codex Iuris Particularis Operis Dei) des Opus Dei festgelegt. Nach Angaben des Opus Dei wurde die Mitarbeitervereinigung vom Päpstlichen Rat für die Laien als eigenständige internationale Vereinigung anerkannt.
Die „Mitarbeiter-Vereinigung der Prälatur Opus Dei in Deutschland“ wurde 1987 als nichteingetragener Verein gegründet. Der Bundesvorstand besteht aus fünf Mitgliedern und einem Priester als geistlichem Beirat. Mitarbeiter leben u. a. in Köln, Bonn, Aachen, Düsseldorf, Münster, Trier, Frankfurt/Main, München und Berlin. Außer dem Artikel in den päpstlichen Statuten des Opus Dei gelten in Deutschland die Bestimmungen der Satzung des Opus Dei e.V.

## Die Mitarbeiter
Laut Opus Dei handelt es sich bei dessen Mitarbeitern um Katholiken, Christen anderer Konfessionen sowie Angehörige anderer Religionen, Konfessionslose und Nichtglaubende. Diese Männer und Frauen leben in 63 Ländern in Afrika, Asien, Europa, dem Mittleren Osten, Nordamerika, Ozeanien und Südamerika. Mit Opus-Dei-Mitgliedern beteiligen sie sich an Werken des Opus Dei in Bildung, Kultur, Sozialhilfe und im Entwicklungsdienst. Zu diesem Zweck können sie die Bildungsangebote – Besinnungsstunden, Vorträge und Arbeitskreise – der Personalprälatur nutzen. Die Mitarbeiter rekrutieren sich gewöhnlich aus dem Freundeskreis, den Kollegen und Nachbarn von Opus-Dei-Mitgliedern. Weitere Mitarbeiter sind Männer und Frauen, die in irgendeiner Form in Verbindung mit der Prälatur stehen oder den heiligen Josemaría Escrivá de Balaguer y Albás (1902–1975) verehren, den Gründer des Opus Dei. Der Mitarbeiter wird zunächst von einem Mitglied des Opus Dei vorgeschlagen und dann vom zuständigen Leiter des Opus Dei in einem Land bzw. einer Region (Regionalvikar) ernannt. Auch Ordenskonvente können Mitarbeiter des Opus Dei werden. Die Mitarbeiterzahl in Deutschland wird vom Opus Dei mit etwa 500  beziffert. Nach Angaben des deutschen Opus Dei e.V. verpflichten sich die katholischen Mitarbeiter, täglich "für die Anliegen des Opus Dei zu beten". Sie und alle übrigen leisten "jährlich" einen "Geldbeitrag zur Unterstützung der korporativen Werke" des Opus Dei. Auch Verstorbene können als Mitarbeiter aufgenommen werden, wenn "in ihrem Namen ein Almosen für die Zwecke der Prälatur gegeben wird".

## Selbstverständnis
Die Mitarbeiter des Opus Dei sind aufgerufen, die Möglichkeiten und wesentlichen Aspekte des Opus Dei zu erfahren und diese in ihr familiäres und gesellschaftliches Umfeld weiterzutragen. „Der Heilige Stuhl hat Ablässe gewährt, die die katholischen Mitarbeiter an bestimmten Tagen des Jahres gewinnen können, wenn sie die von der Kirche erlassenen Bedingungen erfüllen – Beichte, Bekehrung des Herzens, Kommunion, Gebet für die Anliegen des Papstes – und immer, wenn sie innerlich ihre Verpflichtungen als Mitarbeiter erneuern“. Im vatikanischen Codex des Opus Dei werden die Mitarbeiter im Kapitel "Über die Gläubigen der Prälatur" aufgeführt. Dabei wird in zwei entsprechenden Paragraphen zwischen katholischen und nichtkatholischen Mitarbeitern unterschieden. Mitarbeiter, "die sich nicht zur katholischen Wahrheit bekennen und dennoch das Opus Dei durch eigene Arbeit oder Spenden unterstützen", sollen von den "Gläubigen der Prälatur" auf "sanfte, aber wirksame Weise zur christlichen Gesinnung hingeführt" werden.